# Красная Поляна (Красноярский край)
Кра́сная Поля́на — село в Назаровском районе Красноярского края России. Административный центр Краснополянского сельсовета.

## География
Село находится на расстоянии 24 км к востоку от Назарово, административного центра района.

## Население
| 2010 |
| ---- |
| 1502 |

### Гендерный состав
По данным Всероссийской переписи населения 2010 года, в селе проживало 1502 человека (716 мужчин и 786 женщин).